# Vilanova de Segrià
Vilanova de Segrià (spanisch Villanueva de Segria) ist eine katalanische Gemeinde (Municipio) mit 1.065 Einwohnern (Stand: 2024) in der Provinz Lleida im Nordosten Spaniens. Sie ist Teil der Comarca Segrià. Zur Gemeinde gehören neben dem gleichnamigen Hauptort die Ortschaften El Seca del Tabac und La Serra.

## Geographie
Vilanova de Segrià liegt etwa neun Kilometer nördlich vom Stadtzentrum von Lleida in einer Höhe von ca. 250 m. 

## Einwohnerentwicklung
| 1900 | 1930 | 1950 | 1970 | 1981 | 1991 | 2001 | 2011 | 2021 |
| ---- | ---- | ---- | ---- | ---- | ---- | ---- | ---- | ---- |
| 494  | 659  | 672  | 781  | 706  | 672  | 806  | 870  | 1000 |

## Sehenswürdigkeiten

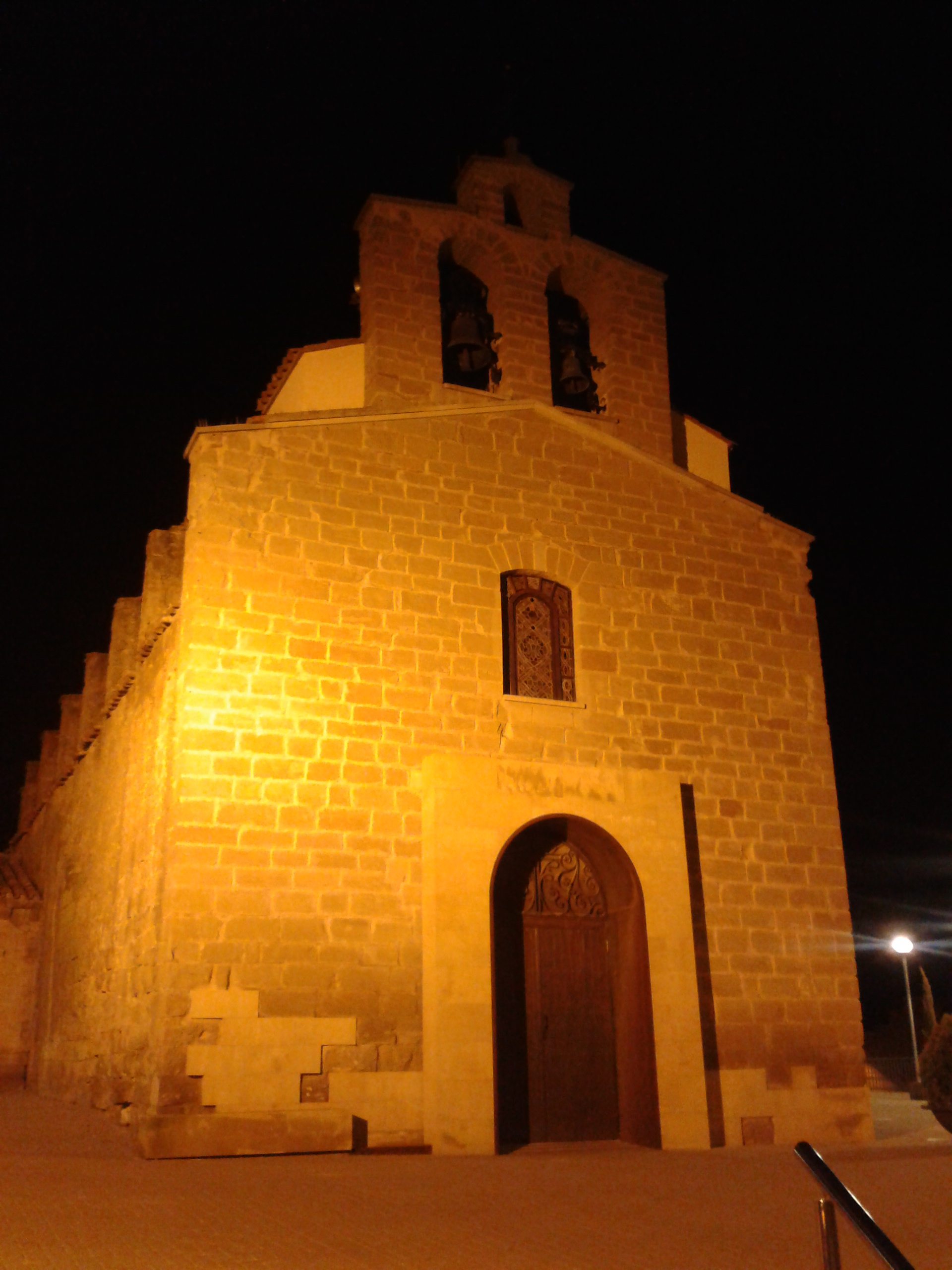
Sebastianuskirche

- Sebastianuskirche